# Monthodon
Monthodon és un municipi francès, situat al departament de l'Indre i Loira i a la regió de Centre – Vall del Loira. L'any 2007 tenia 630 habitants.

## Demografia

### Població
El 2007 la població de fet de Monthodon era de 630 persones. Hi havia 260 famílies, de les quals 76 eren unipersonals (40 homes vivint sols i 36 dones vivint soles), 72 parelles sense fills, 96 parelles amb fills i 16 famílies monoparentals amb fills.
La població ha evolucionat segons el següent gràfic:
Habitants censats

### Habitatges
El 2007 hi havia 322 habitatges, 258 eren l'habitatge principal de la família, 29 eren segones residències i 35 estaven desocupats. Tots els 320 habitatges eren cases. Dels 258 habitatges principals, 217 estaven ocupats pels seus propietaris, 40 estaven llogats i ocupats pels llogaters i 1 estava cedit a títol gratuït; 1 tenia una cambra, 11 en tenien dues, 43 en tenien tres, 91 en tenien quatre i 112 en tenien cinc o més. 205 habitatges disposaven pel capbaix d'una plaça de pàrquing. A 99 habitatges hi havia un automòbil i a 138 n'hi havia dos o més.

### Piràmide de població
La piràmide de població per edats i sexe el 2009 era:
| Homes | Edats   | Dones |
| ----- | ------- | ----- |
| 0     | 95 o +  | 0     |
| 4     | 90 a 94 | 0     |
| 16    | 85 a 89 | 12    |
| 4     | 80 a 84 | 4     |
| 16    | 75 a 79 | 16    |
| 8     | 70 a 74 | 8     |
| 20    | 65 a 69 | 12    |
| 20    | 60 a 64 | 12    |
| 4     | 55 a 59 | 4     |
| 32    | 50 a 54 | 20    |
| 12    | 45 a 49 | 12    |
| 28    | 40 a 44 | 20    |
| 12    | 35 a 39 | 12    |
| 36    | 30 a 34 | 28    |
| 28    | 25 a 29 | 24    |
| 12    | 20 a 24 | 20    |
| 4     | 15 a 19 | 20    |
| 20    | 10 a 14 | 20    |
| 16    | 5 a 9   | 12    |
| 12    | 0 a 4   | 12    |

## Economia
El 2007 la població en edat de treballar era de 381 persones, 318 eren actives i 63 eren inactives. De les 318 persones actives 299 estaven ocupades (163 homes i 136 dones) i 19 estaven aturades (7 homes i 12 dones). De les 63 persones inactives 28 estaven jubilades, 21 estaven estudiant i 14 estaven classificades com a «altres inactius».

### Ingressos
El 2009 a Monthodon hi havia 252 unitats fiscals que integraven 624 persones, la mediana anual d'ingressos fiscals per persona era de 17.393 €.

### Activitats econòmiques
Dels 21 establiments que hi havia el 2007, 1 era d'una empresa de fabricació d'altres productes industrials, 6 d'empreses de construcció, 4 d'empreses de comerç i reparació d'automòbils, 2 d'empreses de transport, 1 d'una empresa d'hostatgeria i restauració, 2 d'empreses immobiliàries, 2 d'empreses de serveis, 2 d'entitats de l'administració pública i 1 d'una empresa classificada com a «altres activitats de serveis».
Dels 6 establiments de servei als particulars que hi havia el 2009, 1 era una oficina de correu, 1 taller de reparació d'automòbils i de material agrícola, 1 paleta i 3 lampisteries.
L'any 2000 a Monthodon hi havia 33 explotacions agrícoles que ocupaven un total de 2.225 hectàrees.

## Equipaments sanitaris i escolars
El 2009 hi havia una escola elemental integrada dins d'un grup escolar amb les comunes properes formant una escola dispersa.

## Poblacions més properes
El següent diagrama mostra les poblacions més properes.